# Chiesa di Santo Stefano Protomartire (Piovene Rocchette)
La chiesa di Santo Stefano Protomartire, o semplicemente chiesa di Santo Stefano, è la parrocchiale di Piovene, frazione-capoluogo del comune di Piovene Rocchette, in provincia di Vicenza e diocesi di Padova; fa parte del vicariato di Caltrano.

## Storia
Secondo Gaetano Maccà, risalgono al 1262 le più antiche testimonianze dell'esistenza di una pieve a Plovene, toponimo che deriverebbe proprio dalla presenza di tale luogo di culto; tuttavia, secondo Giovanni Mantese il tempio originario era una cappella dipendente dalla pieve di Carrè e ottenne l'autonomia entro il 1297.
Nel 1372 nei pressi di Castel Manduca furono rinvenute le spoglie del beato Forziano da Strasburgo, morto nel IV secolo, e furono traslate in un altare della chiesa di Santo Stefano, come dimostrato da una tavoletta in piombo conservata insieme alle reliquie.
L'antico edificio fu successivamente demolito e ricostruito, mentre la solenne cerimonia di consacrazione del nuovo tempio si svolse nel 1746 alla presenza del vescovo di Padova Carlo della Torre di Rezzonico. Altri interventi furono eseguiti nei decenni seguenti, a partire dal 1768, quando durante alcuni scavi fu ritrovato al di sotto della chiesa un antico pavimento, mentre l'anno successivo fu ristrutturata la cappella delle Confessioni, posta sulla destra del presbiterio.
Nel XIX secolo fu avviata una serie di lavori, che conferì una veste neoclassica all'edificio: tra il 1824 e il 1829 fu innalzato il campanile, su progetto dell'architetto Antonio Diedo, mentre tra il 1841 e il 1842 furono realizzate le volte lunettate della navata, seguite nel 1846 dai nuovi prospetti e infine dall'abside.
Nel 1991 la chiesa fu restaurata sia internamente che esternamente e, con l'occasione, si provvide ad adeguarla alle norme postconciliari.

## Descrizione

### Esterno
La simmetrica facciata a capanna della chiesa, rivolta a levante e scandita da quattro semicolonne ioniche poggianti su alti basamenti e sorreggenti la trabeazione e il frontone dentellato, presenta al centro il portale d'ingresso timpanato e ai lati due nicchie e altrettante specchiature.

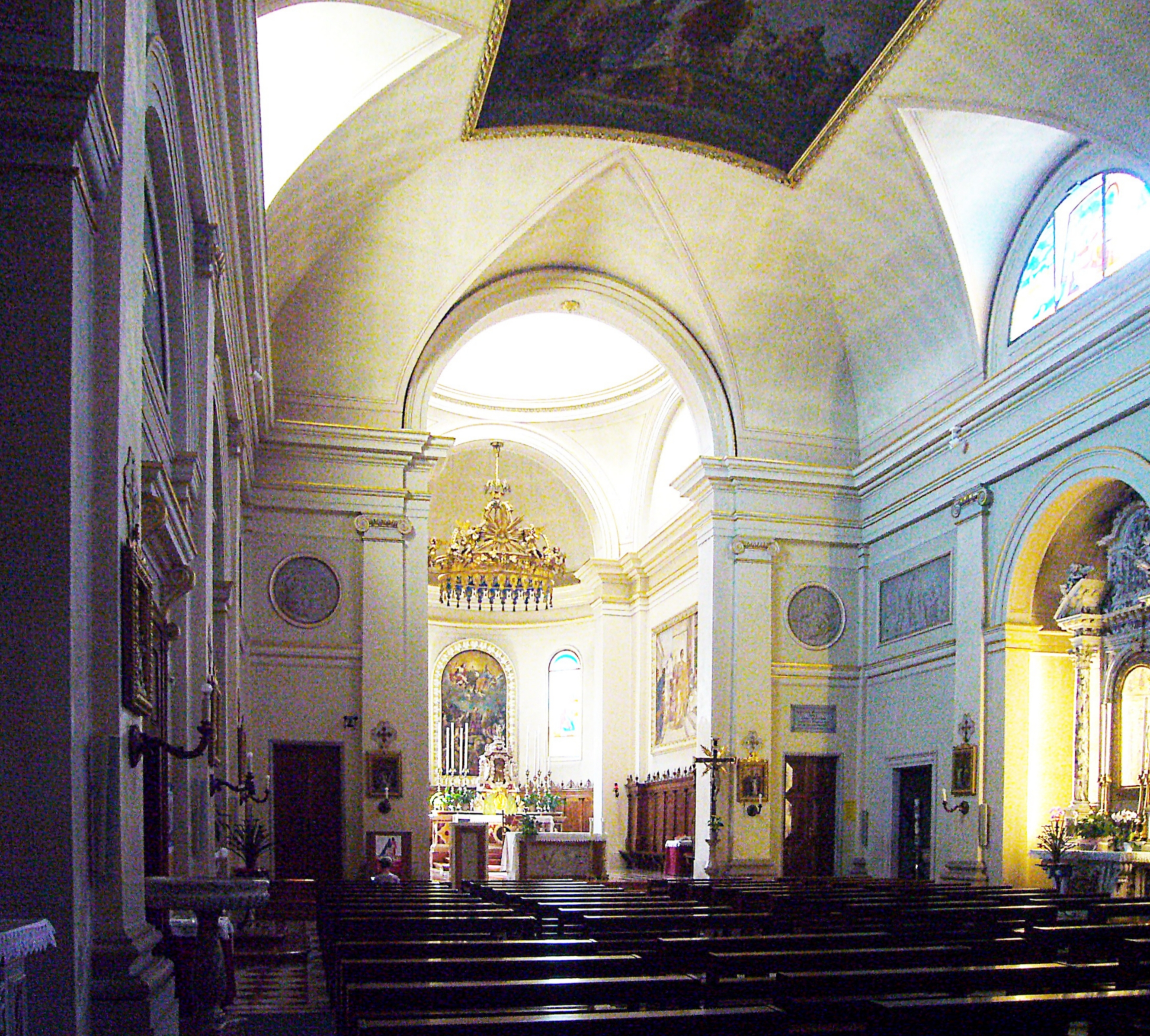
L'interno

Annesso alla parrocchiale è il campanile a pianta quadrata, la cui cella presenta su ogni lato una monofora ed è coronata dal tamburo a base circolare sorreggente una balaustra.

### Interno
L'interno dell'edificio si compone di un'unica navata, sulla quale si affacciano le cappelle laterali introdotte da archi a tutto sesto e le cui pareti sono scandite da paraste sorreggenti la trabeazione modanata e aggettante sopra la quale si imposta la volta a botte lunettata; al termine dell'aula si sviluppa il presbiterio, rialzato di alcuni gradini, ospitante l'altare maggiore e chiuso dall'abside di forma semicircolare.
Qui sono conservate diverse opere di pregio, tra le quali la pala raffigurante Santa Caterina d'Alessandria con san Giovanni Battista, realizzata presumibilmente da Jacopo Palma il Giovane agli inizi del XVII secolo, il dipinto del soffitto con soggetto l'Assunta tra i cherubini, gli affreschi che rappresentano il Discorso di Santo Stefano nel Sinedrio e l'Apparizione di Cristo a San Tommaso e la tela ritraente il Martirio di Santo Stefano, eseguito da Antonio Balante.